# Timoteu I
Timoteu I (en llatí: Timotheus, en grec antic: Τιμόθεος Α') va ser patriarca de Constantinoble de l'any 511 al 518.
Era sacerdot i guardià dels ornaments de la catedral de Santa Sofia de Constantinoble, i l'emperador Anastasi I el va nomenar patriarca en substitució de Macedoni II, que havia estat deposat i exiliat acusat de nestorianisme. L'emperador el va elegir per les seves afinitats amb els monofisistes. Anastasi I estava influït per Sever d'Antioquia.
L'any 512 Timoteu va introduir a la litúrgia del Trisagi unes addicions fetes per Pere Ful·ló i això va provocar aldarulls dirigits pels sacerdots de la capital. L'emperador Anastasi va haver de fugir de Constantinoble (4-5 de novembre del 512) i el cònsol Flavi Areobindus, marit de la princesa Anícia Juliana, va ser aclamat emperador per la multitud. Anastasi va recuperar el tron amb dificultat, fent un hàbil discurs a l'Hipòdrom.
Timoteu va seguir en el seu càrrec fins que va morir l'any 518.